# Vodoklen
Vodoklen (platana, pokrovnjak, lepen, lat. Platanus), biljni rod listopadnog drveća koji čini samostalnu porodicu vodoklenovki (Platanaceae). Domovina ovog roda su Sjeverna Amerika: jug i jugozapad Sjedinjenih država, Meksiko, Gvatemala,  i u Europi Balkanski i Apeninski poluotok, uključujući Grčku, Bugarsku, Albaniju i Hrvatsku
Platane narastu do 50 metara visine, široka debla i široke krošnje. Cvjetovi su neugledni i jednospolni, muški žutozeleni, ženski crvenkasti; oprašuje ih vjetar. Ova stabla mogu živjeti veoma dugo, otporna su na onečišćenja, pa se često sade po gradovima uzduž cesta i po parkovima.
Na području Hrvatske raste azijska platana ili istočna platana, i javorolisna ili hibridna platana (P. x hybrida), koja je poznata pod još nekoliko sinonimnih imena. U Americi je poznata američka platana. Devet priznatih vrsta

## Vrste
1. Platanus gentryi Nixon & J.M.Poole
2. Platanus × hispanica Mill. ex Münchh.
3. Platanus kerrii Gagnep.
4. Platanus lindeniana M.Martens & Galeotti
5. Platanus mexicana Moric.
6. Platanus occidentalis L.
7. Platanus orientalis L.
8. Platanus racemosa Nutt.
9. Platanus rzedowskii Nixon & J.M.Poole
10. Platanus wrightii S.Watson